# Margherita Della Valle
Margherita Della Valle (* 1965 in Rom) ist eine italienische Managerin. Sie ist seit 1994 in der Telekommunikationsbranche tätig und leitet seit Januar 2023 als erste Frau die britische Vodafone Group.

## Ausbildung und Familie
Della Valle ist aufgewachsen in Venetien. Sie absolvierte ein wirtschafts- und sozialwissenschaftliches Studium an der Luigi-Bocconi-Universität Mailand und erlangte 1988 einen Masterabschluss in Volkswirtschaftslehre. Sie ist verheiratet, hat zwei Söhne, und lebt in London.

## Berufliche Karriere
Della Valle startete ihre berufliche Karriere 1988 beim Mischkonzern Montedison in der strategischen Planung. 1994 wechselte sie zum Mobilfunkanbieter Omnitel Pronto Italia, der 1997 ein Joint Venture mit Mannesmann Mobilfunk einging und 1999 mehrheitlich übernommen wurde. Dort war sie zunächst im Marketing und der Geschäftsentwicklung tätig, später im Bereich Finanzierung. Mit dem Kauf der Mannesmann AG durch den britischen Mobilfunkbetreiber Vodafone im Jahr 2000 wurde Omnitel zu Vodafone Italia umfirmiert, wo sie bis 2007 als Chief Financial Officer wirkte.
2007 wechselte sie in die Vodafone-Konzernzentrale nach Newbury bei London, wurde Finanzchefin von Vodafone Europe, Chef-Controllerin (2010) und stellvertretende Finanzchefin der Vodafone-Gruppe (2015). 2018 wurde sie zum Chief Financial Officer (CFO) und Mitglied des Vorstands der Vodafone-Gruppe ernannt. Zum 1. Januar 2023 übernahm sie als Nachfolgerin von Nick Read zunächst interimsweise und am 27. April 2023 dauerhaft die Position des Chief Executive Officer (CEO) der Vodafone Group.
Seit Juli 2020 gehört Della Valle außerdem als nicht-exektuives Mitglied dem Verwaltungsrat von Recckitt Benckiser an.

## Weiteres Engagement
Zusammen mit anderen Frauen hat sie das Mentoringprogramm Nxt Gen Women in Finance gegründet, um jungen Frauen den Einstieg in die Finanzbranche zu erleichtern und in ihrer Karriere zu fördern.

## Auszeichnungen
- 2022: Alumna des Jahres der Bocconi-Universität[5]